# Wendell, Idaho
Wendell är en ort i Gooding County i delstaten Idaho, USA.